# دریاچه دورگون
دریاچه دورگون (به لاتین: Dörgön Lake) یک دریاچه در مغولستان است که در استان خاود واقع شده‌است.